# Fitzwilliam Virginal Book
Das Fitzwilliam Virginal Book (Fitzwilliam-Virginal-Buch) ist mit annähernd 300 Kompositionen für das Virginal die umfangreichste historische Sammlung der Cembalo-Musik des späten 16. und frühen 17. Jahrhunderts in England. Sie wurde vermutlich vom Komponisten Francis Tregian (1574–1619) zusammengestellt.

## Die Musiksammlung
Die Entstehung der Kompilation von ab etwa 1562 entstandenen Stücken zu Beginn des 17. Jahrhunderts (ca. 1610–1625) liegt weitgehend im Dunkeln. Die Urheberschaft Francis Tregians gilt als umstritten. Möglicherweise hat er sie in seinem letzten Lebensjahrzehnt zusammengetragen. Doch die Behauptung, der verfolgte Katholik habe die Noten-Kopien während seiner Haft im Fleet-Gefängnis angefertigt, konnte als fromme Geschichtsfälschung enttarnt werden. Auch der englische Musikhistoriker Charles Burney (1726–1814) sorgte am Ende des 18. Jahrhunderts mit seiner Identifikation des Werkes als Queen Elizabeth’s Virginal Book für Verwirrung. Musikwissenschaftler wiesen später darauf hin, die musikbegeisterte Monarchin habe nicht über die technischen Fähigkeiten verfügt, um die virtuosen Tonschöpfungen zu spielen, und vor allem wurde ein Teil der Stücke erst nach ihrem Tod komponiert.
Auf nicht geklärte Weise gelangte die Manuskriptsammlung in den Besitz des englischen Komponisten deutscher Herkunft Johann Christoph Pepusch (1667–1752). Gemeinsam mit seiner gesamten Bibliothek wurde sie 1762 für 10 Guineen an den Musikverleger Robert Bremner (1713–1789) aus Edinburgh verkauft. Der kunstsinnige Adlige und Politiker Richard FitzWilliam, 7. Viscount FitzWilliam (1745–1816), erwarb die Antiquität 1783 von Bremner. Der Mäzen vermachte sie mit seiner gesamten Bücher- und Kunstsammlung dem von ihm 1816 gestifteten Fitzwilliam Museum in Cambridge, wo sie sich noch heute befindet.
Die unhistorische Bezeichnung Queen Elizabeth’s Virginal Book hielt sich hartnäckig bis an den Anfang des 20. Jahrhunderts. Erst nach einer sorgfältigen Edition durch John Alexander Fuller-Maitland (1856–1936), Verfasser von musikalischer Fachliteratur und Musikkritiker von Times und Guardian, und den Musikbibliothekar des Britischen Museums William Barclay Squire (1855–1927), die im Jahr 1899 in London und Leipzig im traditionsreichen Musikverlag Breitkopf & Härtel erschien, setzte sich allmählich der Fachbegriff Fitzwilliam Virginal Book durch. Er leitet sich von seinem Aufbewahrungsort im gleichnamigen Museum ab.
Das Fitzwilliam Virginal Book enthält 297 Airs, Variationen, Fantasien, Toccaten, Pavanen, Galliarden, Allemanden und Courantes auf 220 Folio-Seiten. Fast alle großen Komponisten der elisabethanischen Zeit und der Epoche Jakobs I., die für Tasteninstrumente komponiert haben, sind vertreten: John Bull (1563–1628), William Byrd (ca. 1543–1623) und Giles Farnaby stellen den größten Teil der Stücke. An vierter Stelle folgt Peter Philips (1561–1628). Auch Stücke unbekannterer Komponisten wie Martin Peerson (ca. 1572–1650), John Mundy (1550–1630), Edward Johnson (ca. 1572–1601), William Tisdale (auch Tisdall) und William Inglott (1554–1621) sowie anonyme Tonkünstler hat Francis Tregian in seiner Sammlung aufgenommen. Manche Komponisten kennt man nur von Stücken aus diesem Werk. Einige Kompositionen werden auch Tregian selbst zugeschrieben.
Als einzige ausländische Komponisten sind Jan Pieterszoon Sweelinck vertreten, der Niederländer, der befreundet war mit Peter Philips, und Giovanni Picchi, ein venezianischer Komponist und Tanzlehrer, mit einer einzelnen Toccata (Nr. 95).
Für manche Komponisten der späten Renaissance und des frühen Barock wie William Byrd, John Bull, Giles Farnaby und Peter Philips ist diese Sammlung die heutige Hauptquelle ihrer Werke.

Mary Criswick bearbeitete einige Stücke (von Richard Farnaby, William Byrd und Giles Farnaby) aus dem Fitzwilliam Virginal Book für die Gitarre.

## Inhalt der Sammlung
NE = My Ladye Nevells Booke of Virginal Music
| Nr.        | Titel                                | Komponist                     | Anmerkung                                                     |
| ---------- | ------------------------------------ | ----------------------------- | ------------------------------------------------------------- |
|            | Volume I                             |                               |                                                               |
| I          | Walsingham                           | John Bull                     |                                                               |
| II         | Fantasia                             | John Munday                   |                                                               |
| III        | Fantasia, Faire Wether, etc.         | John Munday                   |                                                               |
| IV         | Pavana [I]                           | Ferdinando Richardson         |                                                               |
| V          | Variatio [I]                         | Ferdinando Richardson         |                                                               |
| VI         | Galiarda [I]                         | Ferdinando Richardson         |                                                               |
| VII        | Variation [I]                        | Ferdinando Richardson         |                                                               |
| VIII       | Fantasia [VII]                       | William Byrd                  |                                                               |
| IX         | Goe from my Window                   | Thomas Morley                 | siehe XLII                                                    |
| X          | Jhon come kisse me now               | William Byrd                  |                                                               |
| XI         | Galliarda to my Lord Lumleys's Pavan | John Bull                     | siehe XLI                                                     |
| XII        | Nancie                               | Thomas Morley                 |                                                               |
| XIII       | Pavana [VII]                         | John Bull                     |                                                               |
| XIV        | Alman [IX]                           | Anonymous                     |                                                               |
| XV         | Robin                                | John Munday                   | siehe CXXVIII                                                 |
| XVI        | Pavana [II]                          | Anonymous                     | zu Mal Sims, siehe CCLXXXI                                    |
| XVII       | Galiarda [X]                         | John Bull                     |                                                               |
| XVIII      | Barafostus' Dreame                   | Anonymous                     | siehe CXXXI                                                   |
| XIX        | Muscadin                             | Anonymous                     | siehe CCXCIII                                                 |
| XX         | Alman [VII]                          | Anonymous                     |                                                               |
| XXI        | Galiarda [I]                         | Anonymous                     |                                                               |
| XXII       | Praeludium [VII]                     | Anonymous                     |                                                               |
| XXIII      | Praeludium, El Kidermeister          | Anonymous                     |                                                               |
| XXIV       | Praeludium [III]                     | William Byrd                  |                                                               |
| XXV        | Praeludium [III]                     | Anonymous                     |                                                               |
| XXVI       | The Irish Ho-Hoane                   | Anonymous                     |                                                               |
| XXVII      | Pavane [VII]                         | Ferdinando Richardson         |                                                               |
| XXVIII     | Varatio [VII]                        | Ferdinando Richardson         |                                                               |
| XXIX       | Galliarda [I*]                       | Ferdinando Richardson         |                                                               |
| XXX        | Varatio [I*]                         | Ferdinando Richardson         |                                                               |
| XXXI       | The Quadran Pavan                    | John Bull                     | siehe CXXXIII                                                 |
| XXXII      | Variation of the Quadran Pavan       | John Bull                     |                                                               |
| XXXIII     | Galliard to the Quadran Pavan        | John Bull                     | siehe CXXXIV                                                  |
| XXXIV      | Pavana [IX]                          | John Bull                     | siehe XLVIII                                                  |
| XXXV       | Galiard to the Pavan [IX]            | John Bull                     |                                                               |
| XXXVI      | Saint Thomas Wake [IX]               | John Bull                     |                                                               |
| XXXVII     | In Nomine [X*]                       | John Bull                     |                                                               |
| XXXVIII    | Fantasia [IX*]                       | John Bull                     |                                                               |
| XXXIX      | Pavana [IX*]                         | Robert Johnson                | gesetzt von Giles Farnaby                                     |
| XL         | The Woods so wilde                   | Orlando Gibbons               | siehe LXVII                                                   |
| XLI        | Pavana of my Lord Lumley             | John Bull                     | siehe XI                                                      |
| XLII       | Goe from my Window                   | John Munday                   | siehe IX                                                      |
| XLIII      | Praeludium [I]                       | John Bull                     |                                                               |
| XLIV       | Gloria tibi Trinitas                 | John Bull                     |                                                               |
| XLV        | Salvator Mundi                       | John Bull                     |                                                               |
| XLVI       | Galliarda [VII]                      | John Bull                     |                                                               |
| XLVII      | Variato [VII]                        | John Bull                     |                                                               |
| XLVIII     | Galliarda [IX]                       | John Bull                     | zu Pavan XXXIV                                                |
| XLIX       | Praeludium                           | Thomas Oldfield               |                                                               |
| L          | In Nomine                            | William Blitheman             |                                                               |
| LI         | Ut, Re, Mi, Fa, Sol, La              | John Bull                     |                                                               |
| LII        | Fantasia [IX]                        | William Byrd                  | siehe C                                                       |
| LIII       | The King's Hunt                      | Giles Farnaby                 |                                                               |
| LIV        | Spagnioletta                         | Giles Farnaby                 |                                                               |
| LV         | For two Virginals                    | Giles Farnaby                 |                                                               |
| LVI        | Passamezzo Pavana                    | William Byrd                  | NE24                                                          |
| LVII       | Galiardas Passamezzo                 | William Byrd                  | NE25                                                          |
| LVIII      | The Carman's Whistle                 | William Byrd                  | NE34                                                          |
| LIX        | The Hunt's up                        | William Byrd                  | siehe CCLXXVI; NE8                                            |
| LX         | Tregian's Ground                     | William Byrd                  | NE35 Hughe Ashtons Grownde                                    |
| LXI        | Monsieur's Alman                     | William Byrd                  | NE38                                                          |
| LXII       | Variatio                             | William Byrd                  | NE38                                                          |
| LXIII      | Alman [XIII]                         | William Byrd                  |                                                               |
| LXIV       | Sellinger's Round                    | William Byrd                  | NE37                                                          |
| LXV        | Fortune                              | William Byrd                  |                                                               |
| LXVI       | O Mistris myne                       | William Byrd                  |                                                               |
| LXVII      | The Woods so wilde                   | William Byrd                  | siehe XL; NE27                                                |
| LXVIII     | Walsingham                           | William Byrd                  | siehe I; NE31                                                 |
| LXIX       | The Bells                            | William Byrd                  |                                                               |
| LXX        | Tirsi, di Luca Marenzio.             | Peter Philips                 | 1a. Parte intavolata di Pietro Philippi                       |
| LXXI       | Freno                                | Peter Philips                 | 2a. Parte                                                     |
| LXXII      | Così morirò                          | Peter Philips                 | 3a.                                                           |
| LXXIII     | Fece da voi                          | Peter Philips                 | à 6                                                           |
| LXXIV      | Pavana Pagget                        | Peter Philips                 |                                                               |
| LXXV       | Galliarda [I**]                      | Peter Philips                 |                                                               |
| LXXVI      | Passamezzo Pavana                    | Peter Philips                 |                                                               |
| LXXVII     | Galliarda Passamezzo                 | Peter Philips                 |                                                               |
| LXXVIII    | Chi fara fede al Cielo               | Alessandro Striggio           | gesetzt von Peter Philips                                     |
| LXXIX      | Bon Jour mon Cuer                    | Orlando di Lasso              | gesetzt von Peter Philips                                     |
| LXXX       | Pavana Dolorosa                      | Francis Tregian               | gesetzt von Peter Philips                                     |
| LXXXI      | Galiarda Dolorosa                    | Peter Philips                 |                                                               |
| LXXXII     | Amarilli                             | Julio Romano (Giulio Caccini) | gesetzt von Peter Philips                                     |
| LXXXIII    | Margot laborez                       | Orlando di Lasso              | gesetzt von Peter Philips                                     |
| LXXXIV     | Fantasia [VII]                       | Peter Philips                 |                                                               |
| LXXXV      | Pavana [VII]                         | Peter Philips                 |                                                               |
| LXXXVI     | Le Rossignuol                        | Orlando di Lasso              | gesetzt von Peter Philips                                     |
| LXXXVII    | Galliardo [VII]                      | Peter Philips                 |                                                               |
| LXXXVIII   | Galliardo [XIII*]                    | Peter Philips                 |                                                               |
| LXXXIX     | Fantasia [XIII*]                     | Nicholas Strogers             |                                                               |
| XC         | Alman [IX]                           | Martin Peerson                |                                                               |
| XCI        | Pavana, Bray                         | William Byrd                  |                                                               |
| XCII       | Galiarda                             | William Byrd                  |                                                               |
| XCIII      | Pavana Ph. Tregian                   | William Byrd                  |                                                               |
| XCIV       | Galiarda [XIII*]                     | William Byrd                  |                                                               |
| XCV        | Toccata                              | Giovanni Picchi               |                                                               |
| XCVI       | Praeludium Toccata                   | Jan Pieterszoon Sweelinck     |                                                               |
| XCVII      | Pavana                               | Thomas Warrock                |                                                               |
| XCVIII     | Galiarda                             | Thomas Warrock                |                                                               |
| XCIX       | Praeludium                           | Galeazzo                      |                                                               |
| C          | Praeludium                           | William Byrd                  | zu Fancie II                                                  |
| CI         | Ut, re, mi, fa, sol, la              | William Byrd                  | NE9                                                           |
| CII        | Ut, mi, re                           | William Byrd                  |                                                               |
| CIII       | Fantasia [XIII]                      | William Byrd                  | NE36                                                          |
| CIV        | All in a Garden green                | William Byrd                  | NE32                                                          |
| CV         | Heaven and Earth                     | Fre                           |                                                               |
| CVI        | Praeludium [VII]                     | John Bull                     |                                                               |
| CVII       | Veni                                 | Anonymous                     |                                                               |
| CVIII      | Fantasia [IX*]                       | John Bull                     |                                                               |
| CIX        | Felix namque                         | Thomas Tallis                 |                                                               |
|            | Volume II                            |                               |                                                               |
| CX         | Felix namque II                      | Thomas Tallis                 | (1564)                                                        |
| CXI        | Excercise                            | Anonymous                     |                                                               |
| CXII       | Daphne                               | Giles Farnaby                 |                                                               |
| CXIII      | Pawles Wharfe                        | Giles Farnaby                 |                                                               |
| CXIV       | Quodlings Delight                    | Giles Farnaby                 |                                                               |
| CXV        | Praeludium [X]                       | John Bull                     |                                                               |
| CXVI       | Praeludium [XIII*]                   | John Bull                     | Dor                                                           |
| CXVII      | Praeludium [VII]                     | Anonymous                     |                                                               |
| CXVIII     | Ut, re, mi, fa, sol, la [VII]        | Jan Pieterszoon Sweelinck     | a 4 voci                                                      |
| CXIX       | In Nomine [IX]                       | John Bull                     |                                                               |
| CXX        | Praeludium [VII]                     | Anonymous                     |                                                               |
| CXXI       | Pavana Lachryme                      | John Dowland                  | gesetzt von William Byrd, siehe CLIII und CCXC                |
| CXXII      | Galiarda                             | James Harding                 | gesetzt von William Byrd                                      |
| CXXIII     | Galiarda                             | Thomas Tomkins                |                                                               |
| CXXIV      | Fantasia [I]                         | Thomas Morley                 |                                                               |
| CXXV       | Christe Redemptor                    | John Bull                     |                                                               |
| CXXVI      | The Maydens Song                     | William Byrd                  | NE28                                                          |
| CXXVII     | Put up thy Dagges, Jemy              | Giles Farnaby                 |                                                               |
| CXXVIII    | Bony sweet Robin                     | Giles Farnaby                 | siehe XV                                                      |
| CXXIX      | Fantasia [I]                         | Giles Farnaby                 |                                                               |
| CXXX       | A Grounde                            | Thomas Tomkins                |                                                               |
| CXXXI      | Barafostus' Dream                    | Thomas Tomkins                | siehe XVIII                                                   |
| CXXXII     | The Hunting Galliard                 | Thomas Tomkins                |                                                               |
| CXXXIII    | The Quadran Paven                    | William Byrd                  | siehe XXXI                                                    |
| CXXXIV     | Galiard to the Quadran Paven         | William Byrd                  | siehe XXXIII                                                  |
| CXXXV      | The King's Hunt                      | John Bull                     |                                                               |
| CXXXVI     | Pavana [I]                           | John Bull                     |                                                               |
| CXXXVII    | Galiarda [I]                         | John Bull                     |                                                               |
| CXXXVIII   | Dr. Bull's Juell                     | John Bull                     |                                                               |
| CXXXIX     | The Spanish Paven                    | John Bull                     |                                                               |
| CXL        | In Nomine                            | Parsons                       | möglicherweise John Parsons († 1623), Sohn von Robert Parsons |
| CXLI       | Woody-Cook                           | Giles Farnaby                 |                                                               |
| CXLII      | The Duke of Brunswick's Alman        | John Bull                     |                                                               |
| CXLIII     | Rosasolis                            | Giles Farnaby                 |                                                               |
| CXLIV      | Psalme [140]                         | Jan Pieterszoon Sweelinck     |                                                               |
| CXLV       | Alman [I]                            | Robert Johnson                |                                                               |
| CXLVI      | Alman [I]                            | Robert Johnson                |                                                               |
| CXLVII     | Alman                                | Robert Johnson                | gesetzt von Giles Farnaby                                     |
| CXLVIII    | The New Sa-Hoo                       | Giles Farnaby                 | Basierend auf der Melodie des Est-ce Mars                     |
| CXLIX      | Nobody's Gigge                       | Richard Farnaby               |                                                               |
| CL         | Malt's come downe                    | William Byrd                  |                                                               |
| CLI        | Praeludium [IX]                      | Anonymous                     |                                                               |
| CLII       | Alman [XIII]                         | Thomas Morley                 |                                                               |
| CLIII      | Pavana [IX]                          | Thomas Morley                 | Lachrymae                                                     |
| CLIV       | Galiarda [IX]                        | Thomas Morley                 |                                                               |
| CLV        | La Volta                             | William Byrd                  |                                                               |
| CLVI       | Alman [VII]                          | William Byrd                  |                                                               |
| CLVII      | Wolsey's Wilde [VII]                 | William Byrd                  |                                                               |
| CLVIII     | Callino Casturame                    | William Byrd                  |                                                               |
| CLIX       | La Volta                             | Thomas Morley                 | gesetzt von William Byrd                                      |
| CLX        | Rowland                              | William Byrd                  | NE33 Lord Willobies Welcome Home                              |
| CLXI       | Why aske you                         | Anonymous                     | siehe CCLXXXVI                                                |
| CLXII      | The Ghost                            | William Byrd                  |                                                               |
| CLXIII     | Alman [IX*]                          | William Byrd                  |                                                               |
| CLXIV      | Galliard [I]                         | William Byrd                  |                                                               |
| CLXV       | Pavana [IX*]                         | William Byrd                  |                                                               |
| CLXVI      | Galliarda [IX*]                      | William Byrd                  |                                                               |
| CLXVII     | Pavana [I**]                         | William Byrd                  | NE10                                                          |
| CLXVIII    | Galiarda [I**]                       | William Byrd                  | NE11                                                          |
| CLXIX      | Pavana [XIII*]                       | Thomas Morley                 |                                                               |
| CLXX       | Galiarda [XIII*]                     | Thomas Morley                 |                                                               |
|            |                                      |                               |                                                               |
| CLXXII     | The Queens Alman                     | William Byrd                  |                                                               |
| CLXXIII    | A Medley                             | William Byrd                  |                                                               |
| CLXXIV     | Pavana [IX]                          | William Byrd                  |                                                               |
| CLXXV      | Galliarda [IX]                       | William Byrd                  |                                                               |
| CLXXVI     | Miserere                             | William Byrd                  | 3-stimmig                                                     |
| CLXXVII    | Miserere                             | William Byrd                  | 4-stimmig                                                     |
| CLXXVIII   | Pakingtown's Pownde                  | Anonymous                     |                                                               |
| CLXXIX     | The Irish Dumpe                      | Anonymous                     |                                                               |
| CLXXX      | Watkins Ale                          | Anonymous                     |                                                               |
| CLXXXI     | A Gigg                               | William Byrd                  |                                                               |
| CLXXXII    | Pipers Paven                         | Martin Peerson                |                                                               |
| CLXXXII    | Pipers Galliard                      | John Bull                     |                                                               |
| CLXXXIII   | Variatio ejusdem                     | John Bull                     |                                                               |
| CLXXXIV    | Praeludium [XIII]                    | John Bull                     | D.                                                            |
| CLXXXV     | Galiarda [IX*]                       | John Bull                     |                                                               |
| CLXXXVI    | Galiarda [IX*]                       | John Bull                     |                                                               |
| CLXXXVII   | Allemanda                            | Marchant                      |                                                               |
| CLXXXVIII  | Can Shee                             | Anonymous                     |                                                               |
| CLXXXIX    | Doctor Bull's my selfe               | John Bull                     | A Gigge                                                       |
| CXC        | A Gigge                              | John Bull                     |                                                               |
| CXCI       | Sir Jhon Grayes Galliard             | William Byrd                  |                                                               |
| CXCII      | Praeludium [VII]                     | John Bull                     |                                                               |
| CXCIII     | A Toy                                | Anonymous                     | siehe CCIV                                                    |
| CXCIV      | Giles Farnaby's Dreame               | Giles Farnaby                 |                                                               |
| CXCV       | His Rest                             | Giles Farnaby                 |                                                               |
| CXCVI      | His Humour                           | Giles Farnaby                 |                                                               |
| CXCVII     | Fayne would I wedd                   | Richard Farnaby               |                                                               |
| CXCVIII    | A Maske                              | Giles Farnaby                 |                                                               |
| CXCIX      | A Maske                              | Giles Farnaby                 |                                                               |
| CC         | An Almain                            | Anonymous                     |                                                               |
| CCI        | Corranto [VII]                       | Anonymous                     |                                                               |
| CCII       | Alman [XIII]                         | Anonymous                     |                                                               |
| CCIII      | Corranto [X]                         | Anonymous                     |                                                               |
| CCIV       | Corranto [VII]                       | Anonymous                     | siehe CXCIII                                                  |
| CCV        | Corranto [I]                         | Anonymous                     |                                                               |
| CCVI       | Daunce                               | Anonymous                     |                                                               |
| CCVII      | Worster Braules                      | Thomas Tomkins                |                                                               |
| CCVIII     | Fantasia [VII]                       | Giles Farnaby                 |                                                               |
| CCIX       | A Maske                              | Giles Farnaby                 |                                                               |
| CCX        | Praeludium [IX]                      | John Bull                     |                                                               |
| CCXI       | Praeludium [V]                       | Anonymous                     |                                                               |
| CCXII      | Martin sad to his Man                | Anonymous                     |                                                               |
| CCXIII     | Almand                               | William Tisdale               |                                                               |
| CCXIV      | Pavana Chromatica                    | William Tisdale               |                                                               |
| CCXV       | Ut, re, mi, fa, sol, la              | John Bull                     |                                                               |
| CCXVI      | Gipseis Round                        | William Byrd                  |                                                               |
| CCXVII     | Fantasia [I*]                        | Jan Pieterszoon Sweelinck     |                                                               |
| CCXVIII    | Coranto [IX]                         | William Byrd                  |                                                               |
| CCXIX      | Pavana Clemens Cotton                | William Tisdale               |                                                               |
| CCXX       | Pavana [I*]                          | William Tisdale               |                                                               |
| CCXXI      | Coranto [I]                          | Anonymous                     |                                                               |
| CCXXII     | Alman                                | Hooper                        |                                                               |
| CCXXIII    | Corranto [I]                         | Anonymous                     |                                                               |
| CCXXIV     | Corranto [I]                         | Anonymous                     |                                                               |
| CCXXV      | Corranto [I*]                        | Anonymous                     |                                                               |
| CCXXVI     | Corranto [VII]                       | Anonymous                     |                                                               |
| CCXXVII    | Alman [III]                          | Anonymous                     |                                                               |
| CCXXVIII   | Corranto                             | Hooper                        |                                                               |
| CCXXIX     | Fantasia [VII]                       | Giles Farnaby                 |                                                               |
| CCXXX      | Loth to depart                       | Giles Farnaby                 |                                                               |
| CCXXXI     | Fantasia [I]                         | Giles Farnaby                 |                                                               |
| CCXXXII    | Fantasia [I*]                        | Giles Farnaby                 |                                                               |
| CCXXXIII   | Ay me, poore Heart                   | Giles Farnaby                 | Transkription                                                 |
| CCXXXIV    | Fantasia [I]                         | Giles Farnaby                 |                                                               |
| CCXXXV     | Walter Erle's Paven [I]              | Giles Farnaby                 |                                                               |
| CCXXXVI    | Fantasia [IX]                        | Giles Farnaby                 |                                                               |
| CCXXXVII   | Fantasia [VII]                       | Giles Farnaby                 |                                                               |
| CCXXXVIII  | Fantasia [VII]                       | Giles Farnaby                 |                                                               |
| CCXXXIX    | The L. Zouches Maske                 | Giles Farnaby                 |                                                               |
| CCXL       | Grounde                              | Giles Farnaby                 |                                                               |
| CCXLI      | Corranto [XIII]                      | William Byrd                  |                                                               |
| CCXLII     | Up Tails all                         | Giles Farnaby                 |                                                               |
| CCXLIII    | Jhonson's Medley                     | Edward Johnson                |                                                               |
| CCXLIV     | Nowel's Galliard                     | Anonymous                     |                                                               |
| CCXLV      | Tower Hill                           | Giles Farnaby                 |                                                               |
| CCXLVI     | Praeludium [XIII]                    | Giles Farnaby                 |                                                               |
| CCXLVII    | The King's Morisco [XIII]            | Anonymous                     |                                                               |
| CCXLVIII   | A Duo                                | Richard Farnaby               |                                                               |
| CCXLIX     | Alman [VII]                          | Anonymous                     |                                                               |
| CCL        | A Galiard Ground                     | William Inglot                |                                                               |
| CCLI       | The Leaves bee greene                | William Inglot                |                                                               |
| CCLII      | Pavana [IX]                          | William Byrd                  | NE14                                                          |
| CCLIII     | Galiarda [X]                         | William Byrd                  | NE15                                                          |
| CCLIV      | Pavana [IX*]                         | William Byrd                  |                                                               |
| CCLV       | Galiarda [IX*]                       | William Byrd                  |                                                               |
| CCLVI      | Pavana [XIII]                        | William Byrd                  |                                                               |
| CCLVII     | Pavana Fantasia [VIII]               | William Byrd                  | NE12                                                          |
| CCLVIII    | Galiarda [VII]                       | William Byrd                  | NE13                                                          |
| CCLIX      | The Earle of Oxfords Marche          | William Byrd                  | NE3                                                           |
| CCLX       | Galiarda                             | Jehan Oystermayre             |                                                               |
| CCLXI      | Fantasia                             | William Byrd                  |                                                               |
| CCLXII     | The Duchesse of Brunswick's Toye     | John Bull                     |                                                               |
| CCLXIII    | A Toye [VIII]                        | Anonymous                     |                                                               |
| CCLXIV     | Corranto [I]                         | Anonymous                     |                                                               |
| CCLXV      | Lady Riche                           | Anonymous                     |                                                               |
| CCLXVI     | Corranto [VIII]                      | Anonymous                     |                                                               |
| CCLXVII    | A Gigge                              | Giles Farnaby                 |                                                               |
| CCLXVIII   | A Toye [VII]                         | Anonymous                     |                                                               |
| CCLXIX     | Galliarda [X]                        | Giles Farnaby                 |                                                               |
| CCLXX      | A Toye [X]                           | Giles Farnaby                 |                                                               |
| CCLXXI     | The Primerose                        | Martin Peerson                |                                                               |
| CCLXXII    | The Fall of the Leafe                | Martin Peerson                |                                                               |
| CCLXXIII   | Farnabye's Conceit                   | Giles Farnaby                 |                                                               |
| CCLXXIV    | Allemanda                            | Anonymous                     |                                                               |
| CCLXXV     | Pavana, Canon                        | William Byrd                  | NE22                                                          |
| CCLXXVI    | Peascodd Time                        | William Byrd                  | siehe LIX; NE8                                                |
| CCLXXVII   | Pavana, Delight                      | Edward Johnson                | gesetzt von William Byrd                                      |
| CCLXXVIII  | Galiarda                             | Edward Johnson                | gesetzt von William Byrd                                      |
| CCLXXIX    | Miserere                             | John Bull                     | 3-stimmig                                                     |
| CCLXXX     | Tell mee, Daphne                     | Giles Farnaby                 |                                                               |
| CCLXXXI    | Mal Sims                             | Giles Farnaby                 |                                                               |
| CCLXXXII   | Munday's Joy                         | John Munday                   |                                                               |
| CCLXXXIII  | Rosseter's Galliard                  |                               | gesetzt von Giles Farnaby                                     |
| CCLXXXIV   | The Flatt Pavan                      | Giles Farnaby                 |                                                               |
| CCLXXXV    | Pavana [VII]                         | Giles Farnaby                 |                                                               |
| CCLXXXVI   | Why aske you [VII]                   | Giles Farnaby                 | siehe CLXI                                                    |
| CCLXXXVII  | Farmer's Paven                       | Giles Farnaby                 |                                                               |
| CCLXXXVIII | Dalling Alman                        | Anonymous                     |                                                               |
| CCLXXXIX   | The Old Spagnoletta                  | Giles Farnaby                 |                                                               |
| CCXC       | Lachrymae Pavan                      | John Dowland                  | gesetzt von Giles Farnaby, siehe CXXI und CLIII               |
| CCXCI      | Meridian Alman                       |                               | gesetzt von Giles Farnaby                                     |
| CCXCII     | Pavana                               | Orlando Gibbons               |                                                               |
| CCXCIII    | Muscadin                             | Giles Farnaby                 | siehe XIX                                                     |
| CCXCIV     | Lady Montegle's Paven                | William Byrd                  |                                                               |
| CCXCV      | Galiarda                             | William Tisdale               |                                                               |
| CCXCVI     | Fantasia [I]                         | Giles Farnaby                 |                                                               |
| CCXCVII    | Hanskin                              | Richard Farnaby               |                                                               |

## CDs
- Byrd, William: Pieces from "The Fitzwilliam Virginal Book" / Ursula Dütschler [Cembalo]. - Thun : Claves Records, 1990. - 1 CD (70 Min.) : Stereo, DDD. - (Enth.: Fantasia C ; The carmans whistle ; Pavan and Galliard F ; The woods so wild ; Fantasia G ; The Queen's alman ; Pavan and Galliard G ; The Bells ; Walsingham ; All in a garden green ; Lavolta ; Pavan and Galliard g ; Ut re mi fa sol la)[3]
- The Fitzwilliam Virginal Book : Transcriptions for a mixed consort / Charivari Agréable. - London: Signum Records, 1999. - 1 CD (70 Min.). - (Enth.: William Byrd: Walsingham ; Giles Farnaby: Loth to depart ; Thomas Morley: O Mystress Myne ; Giles Farnaby: Lord Zouches Maske ; John Bull: Ut re mi fa sol la ; William Byrd: Pavana ; William Byrd: Galiarda ; Giles Farnaby: Daphne ; Giles Farnaby: Up [T]ails All ; William Inglott: The leaves bee greens ; Martin Peerson: The Fall of the Leafe ; John Bull: The King’s Hunt ; Orlando Gibbons: The Lord of Salisbury his Pavan; William Byrd: Rowland ; Anonymous: Alman ; Jan Sweelinck: Praeludium Toccata ; Peter Philips: Amarilli di Julio Romano ; William Byrd: Gipsies Round)
- The Fitzwilliam Virginal book / Byron Schenkman, Cembalo ; Maxine Eilander, Harfe. - Louisiana : Centaur, 2003. - 1 CD (71 Min.) : Stereo, DDD. - (Enth.: William Byrd: O mistris myne ; Anonymus: Barafostus' dreame ; Edward Johnson: Johnson's medley ; Thomas Morley: Pavana (CLIII) and galiarda (CLIV) ; John Bull: Pavana (XIII) ; Jan Pieterszon Sweelinck: Praeludium toccata ; Thomas Tomkins: Worster braules ; William Byrd: Callino casturame ; Peter Philips: Amarilli di Julio Romano, Bon jour mon cueur di Orlando, Galliardo (LXXXVII) ; Giles Farnaby: The old spagnoletta, The L. Zouches maske ; Thomas Warrock: Pavana and galiarda ; John Bull: Praeludium (XLIII) ; Anonymous: Pakington's Pownde ; Francis Tregian (attributed to): Heaven and earth ; William Byrd :Pavana lachrymae ; Giovanni Picchi: Toccata ; Giles Farnaby: For two virginals)
- "The Fitzwilliam Virginal Book" / Pieter-Jan Belder [Cembalo]. – Brilliant Classics, 2012–2016. – 10 CDs in 5 Volumes (537 Min.) : Stereo, DDD. – Gesamtaufnahme